# Siemens-Schuckert R.IV
Siemens-Schuckert R.IV là một loại máy bay ném bom chế tạo ở Đức trong Chiến tranh thế giới I.

## Tính năng kỹ chiến thuật
Dữ liệu lấy từ Grey & Thetford 1962, p.573
Đặc điểm tổng quát
- Kíp lái: 4
- Chiều dài: 18 m (59 ft 1 in)
- Sải cánh: 37.6 m (123 ft 5 in)
- Chiều cao: 4.6 m (15 ft 1 in)
- Diện tích cánh: 201 m2 (2,171 ft2)
- Trọng lượng rỗng: 5.450 kg (11.990 lb)
- Trọng lượng có tải: 6.900 kg (15.180 lb)
- Powerplant: 3 × Benz Bz.IV, 160 kW (220 hp) mỗi chiêc

Hiệu suất bay
- Vận tốc cực đại: 130 km/h (81 mph)
- Thời gian bay: 4 giờ

Vũ khí trang bị
- 4 x machine guns